# 一貫道

一貫道のシンボル

一貫道（いっかんどう）は、清で発祥した中国の秘密結社。その思想･体制が反革命的な「邪教」として中華人民共和国政府から言論弾圧を受けた経緯があり、中華人民共和国建国後の中国大陸では水面下で秘密裏にその活動内容が行われた。一貫道を「反革命派における政治的秘密結社」とする場合は中国政府の見解に基づいている。現在は台湾を中心に信仰活動を続ける宗教であり、道教の教義を中心にしつつ仏教・儒教・キリスト教・イスラム教の教義も貫いて一つの宗教に統合するとし「一貫道」と称している。明明上帝（無生老母）を主神とする。

## 歴史
明に起こった羅教の経典、五部六冊に説かれた無生父母信仰の後に無生老母信仰の流れを汲み、居士仏教の一派で実質的な開祖となる黄徳輝が興した先天道を前身としている。清で発祥した。清末に至り先天道第14祖・姚鶴天西乾堂の弟子として学んだ山東省出身の王覚一が、今日の一貫道の教理としての基盤を創った。。王覚一は約10年間普及活動をした後、西乾堂を東振堂と改称し、先天道第15祖となった。王覚一の死後、劉清虚が祖位を継承した。道教・仏教・儒教・キリスト教・イスラム教の教義を統合する思想で、「吾が道、一を以て之を貫く」という論語（里仁編）の言葉に基づいて「一貫道」と称した。劉清虚の死後は、路中一が祖位を継承した。
占い師だった張天然が祖位を継承すると、古くからの信徒は一貫道から離散してしまったが、張天然は積極的に多くの仏堂を建立して布教し、一貫道の教勢を張った。1936年、張天然は日本のスパイとの嫌疑をかけられ、国民政府に逮捕される事件が起きた。その後も、張天然は積極的に普及したが、1947年に成都で死去した。
中華人民共和国が成立すると、一貫道は反革命的な邪教（「反動会道門」）とされ、1950年から1951年にかけて組織は徹底的に弾圧・根絶された上に、信徒は国民党のスパイとして糾弾され、多くが殺害された為、難を逃れた信徒は香港へ逃避した。
しかし、その発源地も禁止され、魯迅は「彼は力を信じる、神を見ると拜む」と総括した。一貫道は神を見ると拜む、神が人にサービスを祈る。道は超脱、佛は徹悟、天主または真主は天国へ帰る、儒家の治世方法とは本質的な区別がある。あらゆる宗教を奉仕し、道理は変わらないを言うなら、あらゆる宗教を順応さすべきだ。1954年、師母・孫慧明が、香港から台湾に移住した為、台湾で盛んに活動するようになった。ただし当時の台湾（中華民国）では、宗教活動は制限されており、国民政府に公認されていた宗教は、9法人（道教、キリスト教、カトリック教、仏教、回教、バハイ教、天理教、理教、軒轅教）のみだったため、一貫道は台湾各地にバラバラに潜伏して地下活動をしていた。そのため、基礎組、発一組、宝光組、文化組、慧光組、紫光組、常州組、金光組、浩然組、法一組、明光組、安東組、師兄派などの多数の各派組が存在する。
やがて台湾の民主化とともに思想・信仰の自由が進み、1987年1月、公式に台湾国内で解禁された。台湾以外にも伝道されており、基礎組によれば、香港・日本・韓国・インドネシア・シンガポール・マレーシア・ブラジル・米国・フィリピン・カナダ・オランダ・イギリス・フランスに信徒が存在する。
殺生の禁止の教えから、台湾での食文化への影響も大きく、台湾素食として知られている。

## 教義

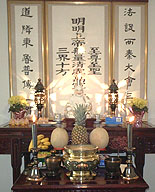
一貫道の祭壇

万教帰一を説き、明明上帝（無生老母）を最高神格とし、すべての宗教の神々の源とする。経典としては、既存の三教経典（道教・仏教・儒教の各種経典）と、教団独自の道内典籍を使っている。仏堂を宗教施設とし、特に道教の術が占める比重が大きく、扶鸞・借竅（降霊術）は神仙の霊験の顕化と信じる。三網五常、四維八徳の実践実行を重視する。
至上の神は偶像化することができないとし、関聖帝君・済公活仏（天然古仏）・観音菩薩・弥勒仏（布袋）などの既存の道教・仏教の像を拝む以外には、仏堂では「老母灯」を点し、これを以て最高神の明明上帝（無生老母）を象徴している。

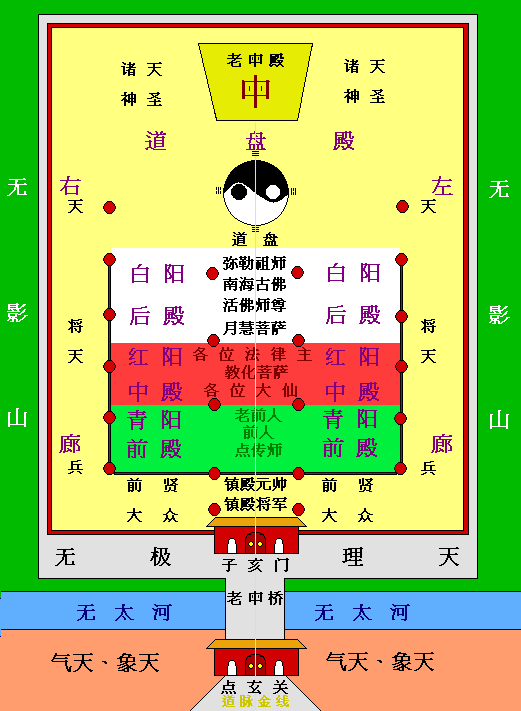
一貫道における宇宙観

修身を重んじ、普く天道を伝えることを思想とする。入信（得道）にあたっては信徒2名の紹介と保証が必要で、秘密儀式を執り行う。中でも三宝（点玄関、合同印、五字真言）が秘密教義であり、内容を家族にも漏らしてはいけないとされる。
仏教の五戒に準じ、殺生・偸盗・邪淫・妄語・酒乱を禁じている。
青陽時代・紅陽時代・白陽時代と時代分類をし、青陽時代は東周以前の千五百年間であり、道は君主に在り、紅陽時代は東周から清までの三千年間であり、道は師儒に在り、白陽時代は民国から一万八百年間であり、道は庶民に在るとする。人間は世俗にまみれて本性を失い、罪障が重くなり、三期末劫の状態にある。しかし、三期末劫の衆生を救済するため、慈悲深い明明上帝（無生老母）は「先得後修」を以て広く方便の門戸を開いたので、衆生は老母に帰依できると説く。